# Ma (kana)
ま in hiragana o マ in katakana è un kana giapponese e rappresenta una mora. La sua pronuncia è [ma].
| Forma                    | Rōmaji      | Hiragana        | Katakana        |
| ------------------------ | ----------- | --------------- | --------------- |
| Normale m- (ま行 ma-gyō) | ma          | ま              | マ              |
| Normale m- (ま行 ma-gyō) | maa mā, mah | まあ, まぁ まー | マア, マァ マー |

## Scrittura

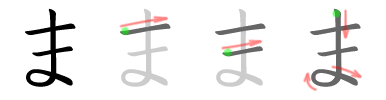
Stile di scrittura di ま

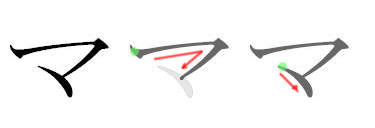
Stile di scrittura di マ